# Nectria multispina
Nectria multispina är en sjöstjärneart som beskrevs av Hubert Lyman Clark 1928. Nectria multispina ingår i släktet Nectria och familjen ledsjöstjärnor. Inga underarter finns listade i Catalogue of Life.